# Staying Power (álbum de Barry White)
Staying Power es el vigésimo y último álbum de estudio del cantante, compositor y productor estadounidense Barry White, lanzado el 27 de julio de 1999 por la compañía discográfica Private Music. El álbum fue la primera producción de White en cinco años y la única que hizo para la compañía Private Music, después de haber alcanzado un gran éxito bajo la discográfica A&M con su aclamado y elogiado trabajo de 1994 The Icon Is Love, su mayor logro desde la década de 1970.
Staying Power incluye duetos con las cantantes Chaka Khan and Lisa Stansfield, las cuales son las únicas colaboraciones vocales de White tras el trabajo de 1981 Barry & Glodean que realiza junto con su esposa Glodean White. El sencillo principal, Staying Power, a pesar de no ser un éxito significativo, le llevó a White a ganar dos Premios Grammy en la categoría de Mejor Performance R&B Vocal Masculina y Mejor Performance Vocal del género R&B tradicional en el año 2000.
Staying Power fue menos exitoso que The Icon Is Love, alcanzando la posición #13 en la lista de Álbumes R&B y la posición #43 en la lista Billboard 200. De manera similar, la recepción crítica fue mixta, con la opinión general de que el material y la producción era menos distinguida y original que la que se encontraba en The Icon Is Love, y de que "si bien tiene clase y es entretenido, no añade nada al legado". (Allmusic)

## Listado de canciones
| N.º | Título | Duración |  |
| 1.  | «Staying Power» (Rory Holmes, Joey Paschal)                                                                                           | 6:10     |  |
| 2.  | «Don't Play Games» (B. White, Jack Perry, Steve Guillory)                                                                             | 7:24     |  |
| 3.  | «The Longer We Make Love (dueto con Chaka Khan)» (B. White, Aaron Schroeder, Marlon Saunders)                                         | 5:48     |  |
| 4.  | «I Get Off on You» (B. White, J. Perry, Kashif)                                                                                       | 6:30     |  |
| 5.  | «Which Way Is Up» (B. White, J. Perry, Doug Rasheed)                                                                                  | 5:42     |  |
| 6.  | «Get Up» (B. White, J. Perry) | 6:11     |  |
| 7.  | «Sometimes» (B. White) | 6:55     |  |
| 8.  | «Low Rider» (Howard Scott, Charles Miller, Lee Oskar, Leroy Jordan, Jerry Goldstein, Morris Dickerson, Harold Brown, Sylvester Allen) | 5:17     |  |
| 9.  | «Thank You» (Sly Stone) | 5:46     |  |
| 10. | «Slow Your Roll» (B. White, J. Perry, J. Paschal)                                                                                     | 5:46     |  |
| 11. | «The Longer We Make Love (dueto con Lisa Stansfield)» (B. White, A. Schroeder, M. Saunders)                                           | 6:27     |  |

## Sencillos
- "Staying Power" (US R&B #45)

- Datos: Q3968769